# Bactrocera aurantiventer
Bactrocera aurantiventer
 es una especie de díptero que Drew describió por primera vez en 1989. Bactrocera aurantiventer pertenece al género Bactrocera de la familia Tephritidae.